# Stained Class
Své čtvrté album vydala heavy metalová skupina Judas Priest pod názvem Stained Class v únoru roku 1978 pro společnost Columbia Records. V roce 2001 bylo remasterováno a přidány bonusy, stejně jako tomu bylo u dalších 11 řadových alb Judas Priest a dvou výběrů. Bylo ke koupi samostatně nebo jako Box Set všech 12 remasterovaných studiových alb.
Album je klasickou deskou kapely, avšak posun je znatelný. Zatímco Halford vytáhl svůj hlas ještě do větších výšek, duo Tipton/Downing vymýšlí stále dokonalejší sóla. Deska se stala nejtvrdším albem jaké bylo do té doby nahráno. Stained Class si vede výborně i v hitparádách. V té britské se vyšplhá až na 27. příčku.

## Seznam skladeb
| Pořadí | Název                         | Autor                         | Délka |
| ------ | ----------------------------- | ----------------------------- | ----- |
| 1.     | Exciter                       | Rob Halford, Glenn Tipton     | 5:34  |
| 2.     | White Heat, Red Hot           | Tipton                        | 4:20  |
| 3.     | Better By You, Better Than Me | Gary Wright                   | 3:24  |
| 4.     | Stained Class                 | Halford, Tipton               | 5:19  |
| 5.     | Invader                       | Halford, Ian Hill, Tipton     | 4:12  |
| 6.     | Saints in Hell                | K.K. Downing, Halford, Tipton | 5:30  |
| 7.     | Savage                        | Downing, Halford              | 3:27  |
| 8.     | Beyond the Realms of Death    | Les Binks, Halford            | 6:53  |
| 9.     | Heroes End                    | Tipton                        | 5:01  |

### Bonusové skladby (2001)
1. "Fire Burns Below" (Halford, Tipton) – 6:58
2. "Better By You, Better Than Me" (Wright) – 3:24 (Live)

## Sestava
- Rob Halford – zpěv
- K.K. Downing – kytara
- Glenn Tipton – kytara, klávesy
- Ian Hill – baskytara
- Les Binks – bicí (také napsal všechny kytarové party ke skladbě „Beyond the Realms of Death“)